# Abbattimento (geotecnica)

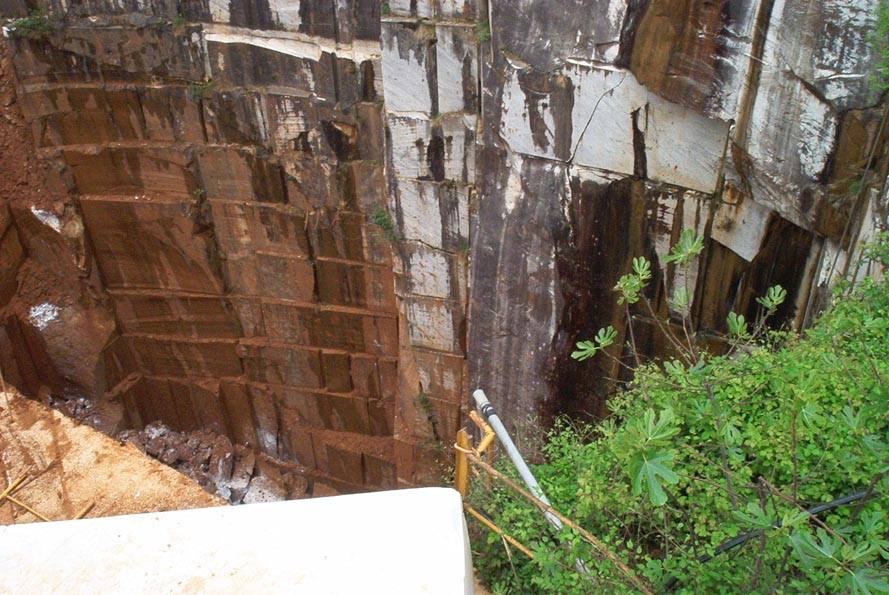
Fronte di cava di marma, sono chiaramente visibili i segni dei diversi blocchi di marmo asportati dopo il loro abbattimento

Per abbattimento si intende, in geotecnica e in ingegneria mineraria, un'operazione mirata a rimuovere da una formazione rocciosa, sotterranea o a cielo aperto, una o più sue porzioni che debbono poi essere lavorate per essere rese trasportabili e quindi rimosse dal luogo di abbattimento.
Si possono distinguere due tipi di abbattimento a seconda dello scopo per cui vengono rimossi i blocchi rocciosi:
- abbattimento per fini estrattivi
- abbattimento per fini di lavoro civile

Può avvenire tramite esplosivo, utensili da disgaggio, macchine (scavatrici, filo diamantato, ...).